# Вабанакская конфедерация
Вабана́кская конфедера́ция, или конфедера́ция вабана́ков, — исторический альянс пяти алгонкиноязычных индейских племён.
Племена конфедерации проживали на территории современных американских штатов Мэн, Вермонт, Нью-Гэмпшир, Массачусетс, а также на побережье и островах залива Святого Лаврентия и полуострове Новая Шотландия.
В состав конфедерации входили:
- абенаки
- пассамакуоди
- микмаки
- пенобскоты
- малеситы

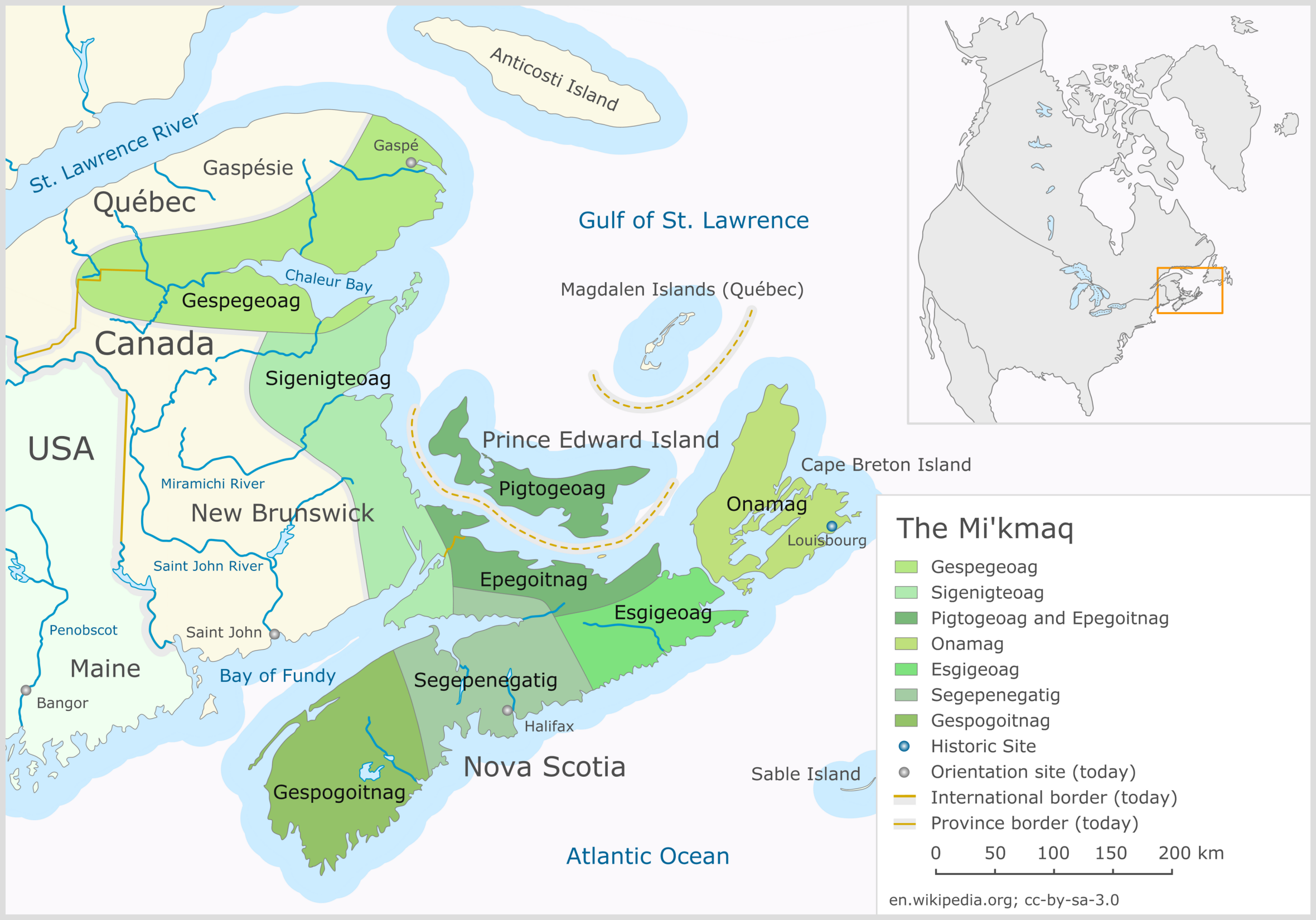
Микмаки
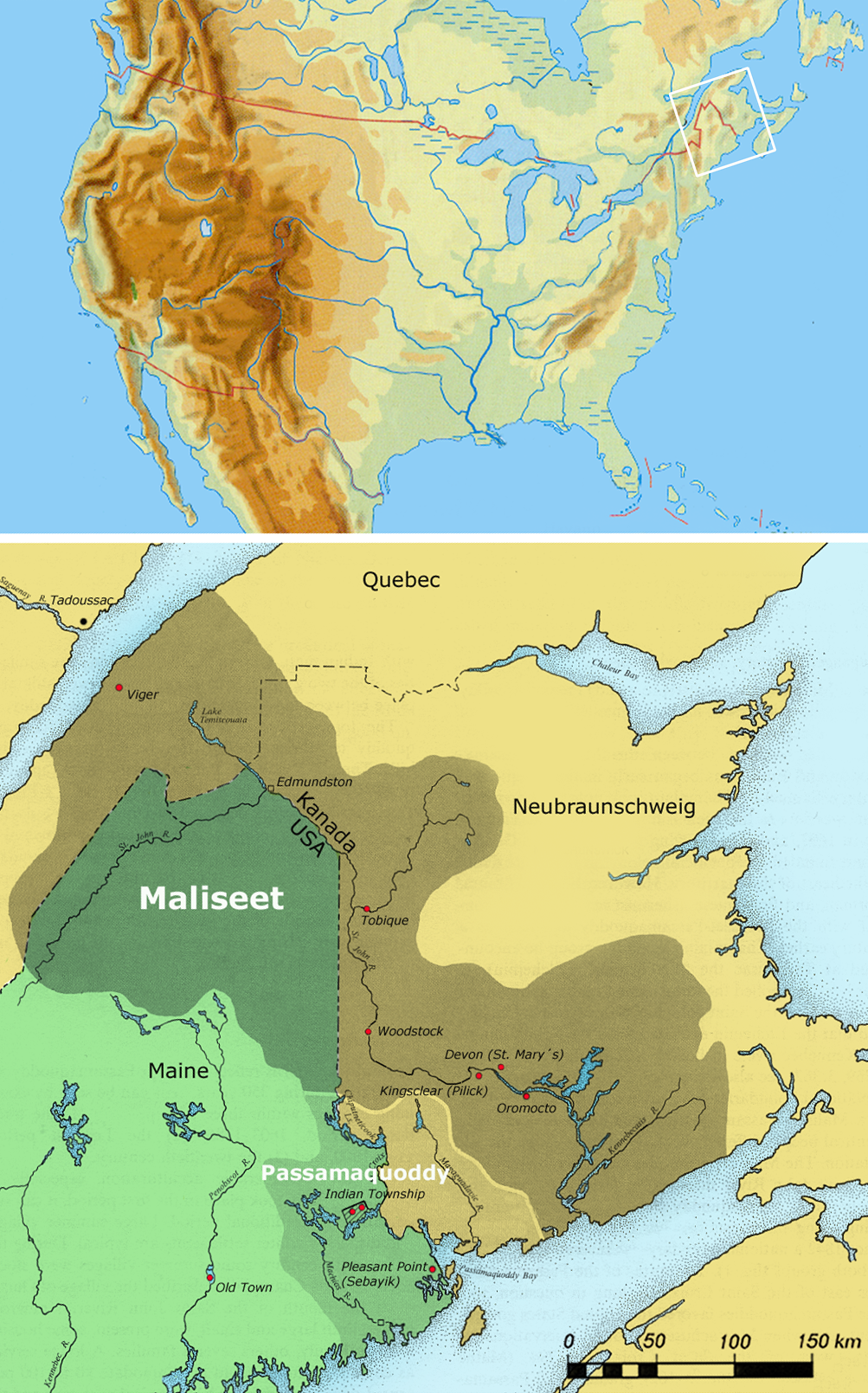
Малеситы, Пассамокводди
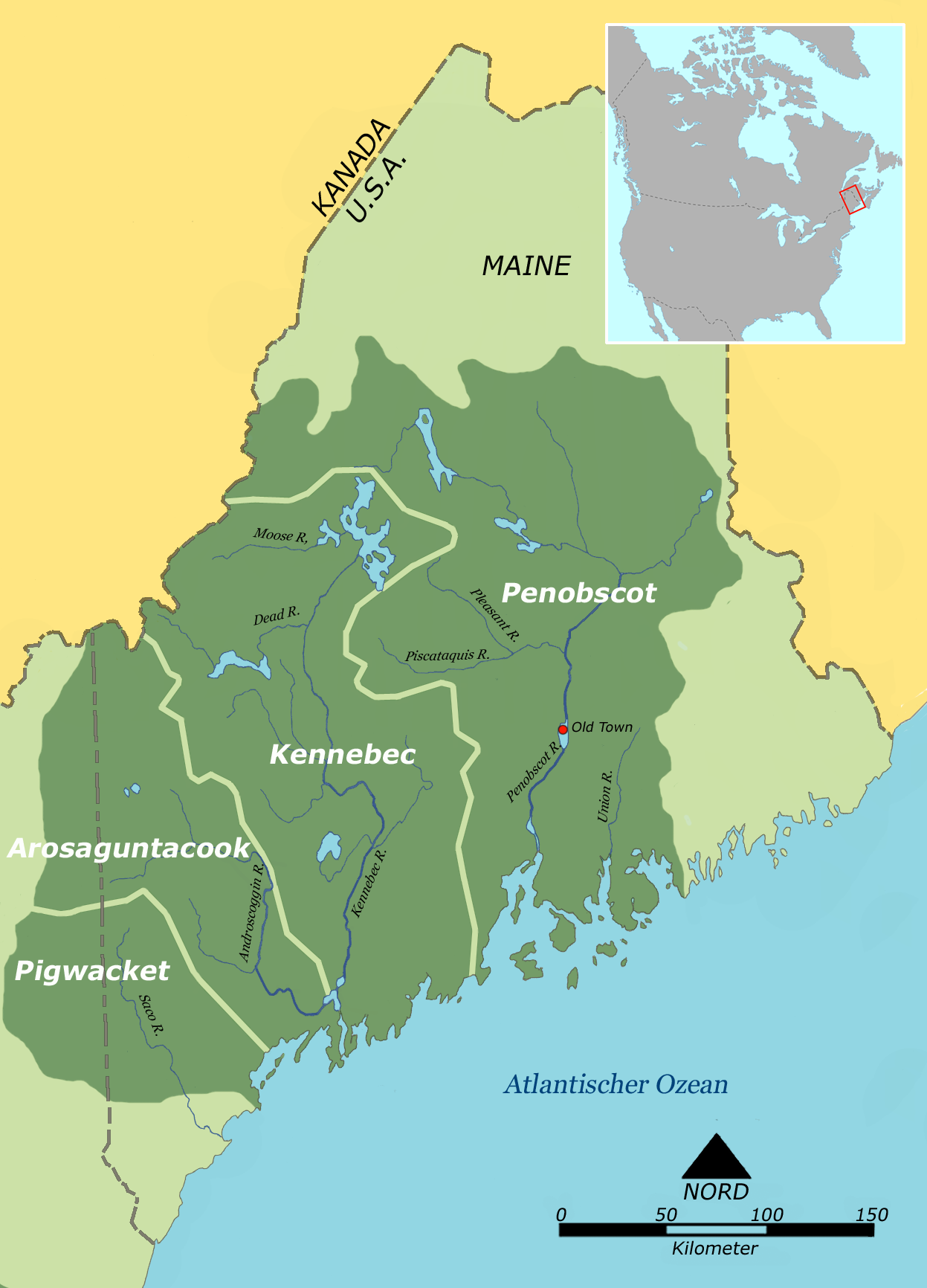
Восточные Абенаки
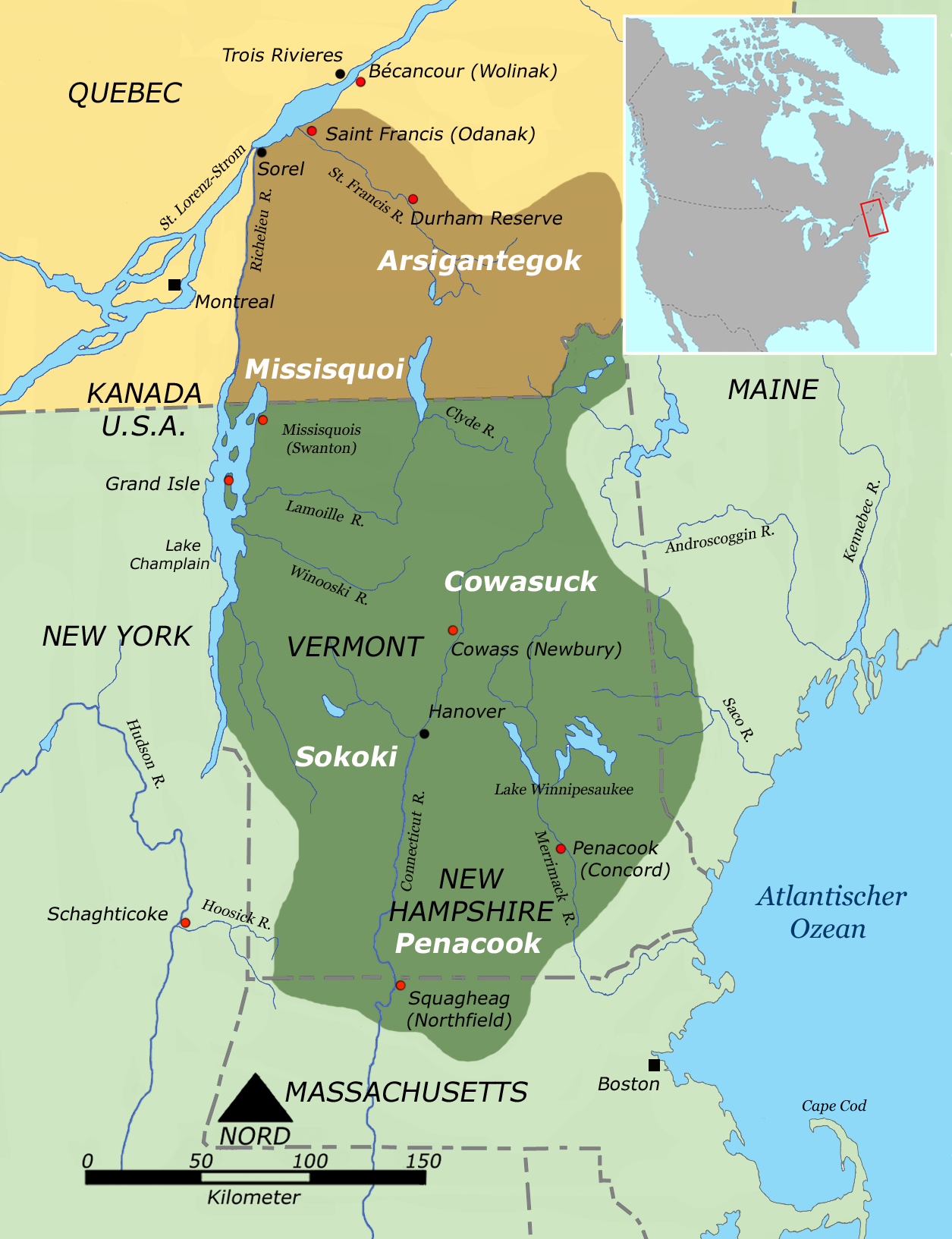
Западные Абенаки

Племена конфедерации враждовали с Лигой ирокезов, были тесно связаны с инну и алгонкинами. Во время франко-английских войн выступали на стороне Франции. В 1862 году конфедерация вабанаков формально перестала существовать, однако до сих пор племена альянса поддерживают тесные связи друг с другом.
Ныне большинство потомков племён, входивших в вабанакскую конфедерацию, проживают в небольших резервациях на своих исторических землях.